# Hanni Bay

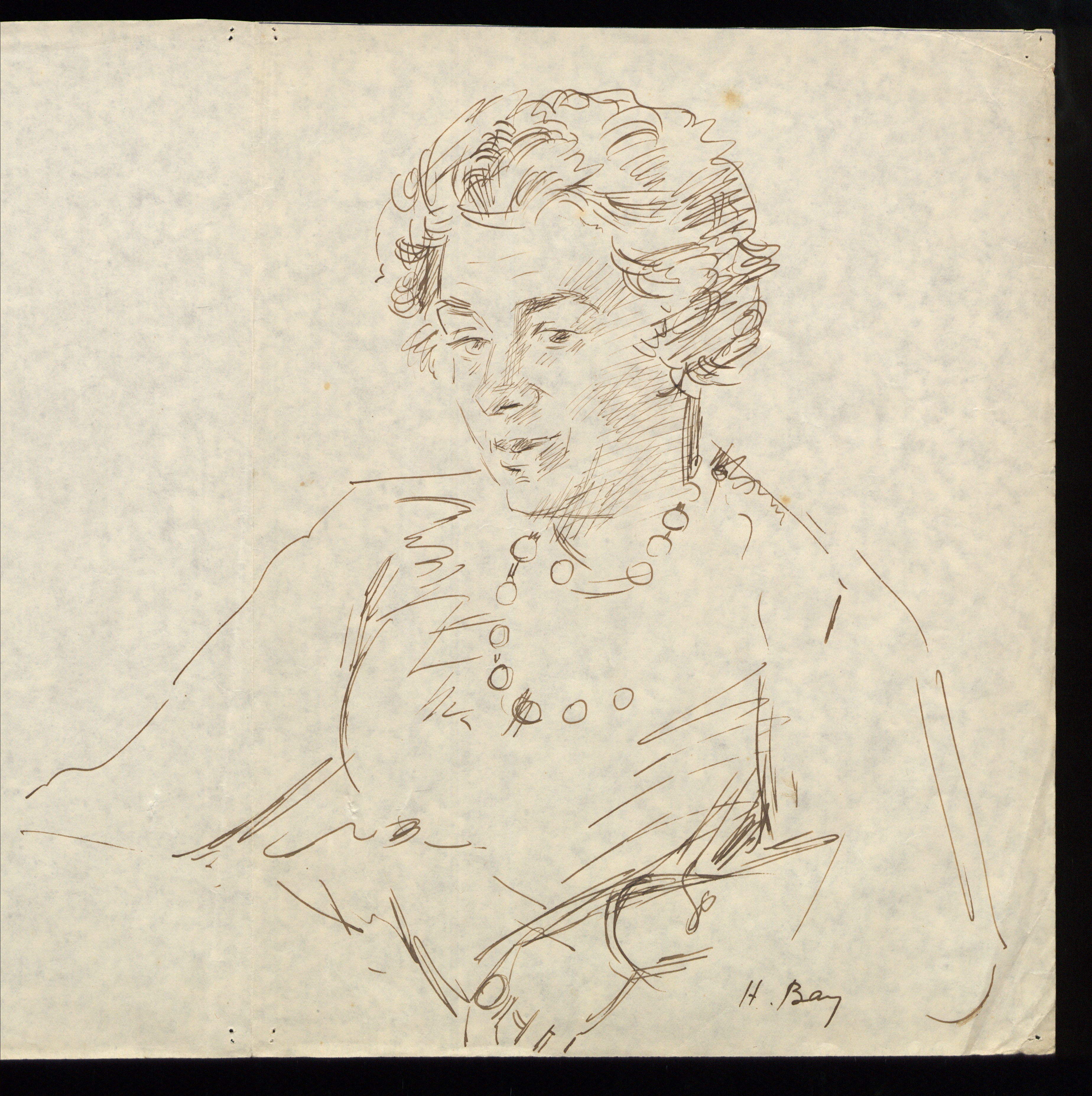
Porträt von Cécile Ines Loos, Zeichnung von Hanni Bay

Hanni Bay (* 29. September 1885 in Belp, Kanton Bern; † 11. März 1978 in Bern) war eine Schweizer Malerin.

## Leben
Hanni Bay kam 1885 als drittes von sechs Kindern von Rudolf und Luise Bay in Belp auf die Welt.
Nach einem einjährigen Studienaufenthalt in Antwerpen (1901–1902)  besuchte sie von 1902 bis 1904 die Kunstgewerbeschule in Bern. 1904 erfolgten Studien in München im Atelier von Hermann Gröber und im Anschluss bei Cuno Amiet auf der Oschwand (1906–1908). 1908 folgte ein einjähriger Aufenthalt in Paris, dort besuchte sie den Unterricht an der Académie Ranson.
1910 erfolgte die Heirat mit Albert Hitz. Aus der Ehe gingen drei Töchter hervor.
Hanny Bay engagierte sich sozial und künstlerisch in der Arbeiter- und Frauenrechtsbewegung. 1925 wurde sie von Albert Hitz geschieden. In Zürich zog Hanni Bay ihre drei Kinder alleine gross. Infolge finanzieller Notwendigkeit begann die Künstlerin als Bild-Reporterin für Zeitungen und Zeitschriften zu arbeiten. 1942 zog sie nach Bern und widmete sich vermehrt der Landschaftsmalerei.
1978 starb Hanni Bay in Bern.

## Werk
Bay malte und zeichnete Landschaften, Porträts und Wandbilder; sie war auch Bildjournalistin für Zeitungen und Zeitschriften und engagierte sich für die Arbeiter- und Frauenrechtsbewegung. Ihre Werke sind u. a. im Kunstmuseum Bern, im Bündner Kunstmuseum, im Zürcher Volkshaus, im Kunsthaus Zürich, in der Graphischen Sammlung der ETH Zürich und in der Schweizerischen Landesbibliothek ausgestellt.
Ihr Nachlass befindet sich in der Burgerbibliothek Bern und dem ArchivArte.

## Bergsteigen
Hanni Bay war ebenfalls eine Schweizer Alpinistin. Ihre Tätigkeit als Bergsteigerin war Inspiration vieler ihrer künstlerischen Werke. 1907 wurde sie in die Sektion Oberhasli des SAC aufgenommen. Ihr Ehemann Albert Hitz war Mitbegründer des Akademischen Alpenclubs Bern (AACB). Bereits in jungen Jahren bestieg Bay das Bietschhorn und Schreckhorn.